# Pomponesco
Pomponesco ist eine italienische Gemeinde mit 1702 Einwohnern (Stand 31. Dezember 2023) in der Provinz Mantua in der Lombardei und ist Mitglied der Vereinigung I borghi più belli d’Italia (Die schönsten Orte Italiens).
Die Nachbarorte sind Boretto (RE), Dosolo, Gualtieri (RE) und Viadana.

## Söhne und Töchter der Gemeinde
- Francesco Borgani (um 1557–1624), italienischer Maler, Architekt und Restaurator
- Maurizio Bianchi (* 1955), italienischer Pionier der Noise- und Industrial-Musik

## Sonstiges
In Pomponesco wurde der Film Keiner haut wie Don Camillo mit Terence Hill als Don Camillo und Colin Blakely als Peppone gedreht.